# 岩井志麻子
岩井 志麻子（いわい しまこ、1964年12月5日 - ）は、日本の作家、タレント、AV監督。身長160cm。血液型はA型。2009年6月よりホリプロ所属。『5時に夢中!』（TOKYO MX）の木曜レギュラーコメンテーターを務める。

## 来歴
岡山県和気郡和気町生まれ。2歳下に誕生日が1日違いの妹がいる。岡山県立和気閑谷高等学校商業科卒業。
1982年、高校在学中に第3回小説ジュニア短編小説新人賞に佳作入選。1986年、少女小説『夢みるうさぎとポリスボーイ』で作家デビュー（この時は本名の竹内志麻子名義）。
1988年、岡山県にて最初の結婚。相手は熱心なファンだった、代々続く地元企業の社長。のちに娘と1993年に息子を出産。
1999年、岡山桃子名義で投稿した『ぼっけえ、きょうてえ』で第6回日本ホラー小説大賞を受賞。これを機に離婚し、単身上京する。離婚届提出時に「名義の書換が面倒くさい」という理由で旧姓に戻さず、岩井志麻子のままとなる。
2000年、『ぼっけえ、きょうてえ』で第13回山本周五郎賞を受賞。2002年、『岡山女』で第124回直木賞候補となる。同年には、『trái cây〔チャイ・コイ〕』で第2回婦人公論文芸賞、『自由戀愛』で第9回島清恋愛文学賞を受賞した。
2000年4月から「KSBスーパーJチャンネル」（瀬戸内海放送）の金曜コメンテーター（番組紹介ではレギュラーゲスト）を務めている。2005年秋季まで、『2時ワクッ!』（関西テレビ）に木曜レギュラーとして出演。
2005年4月から『5時に夢中』（TOKYO MX）に出演し、同年10月からは中瀬ゆかりと共に木曜コメンテーターを務める。出演は2025年現在も続いており、出演期間はレギュラー出演者の中で最長。
2007年春から、テレビ朝日系クイズバラエティ『すくいず!』「世界ビックリ映像クイズ」（土田晃之MC担当回）の解答者。同年11月に行われた早稲田祭の人物研究会の企画であった下ネタしばりの講演会に講師として出演した。
2008年3月27日の『5時に夢中!』放送中に、ウルトラ・ソウルのカラオケボックスでボーイをしていた18歳年下の韓国人と再婚したことを発表した。同年3月に日本で、4月に韓国で婚姻届を提出。2010年12月にタイ・バンコクで挙式した。
2023年11月、孫が誕生したことを公表した。

## 人物
志麻子という名の由来は「父が岩下志麻のファンだったから」とのこと。
過去に竹内志麻子名義で執筆活動をしていたことについては「竹内志麻子時代のことに触れることは、川島なお美の『お笑いマンガ道場』出演時代のことに触れるようなもの」と語っており、タブー扱いしている。なお、小説版『花より男子』は名義変更後も再版され、クレジットは旧名のままだが、経歴欄には現在の名義が明記されている。竹内志麻子名義での活動時に『こちら葛飾区亀有公園前派出所』の45巻（1987年）の解説を書いたこともある。
当初は集英社のコバルト文庫レーベルでジュニア小説（今で言うライトノベル）を執筆していたが、全く売れず、「ホラー小説を執筆した途端にテレビにも出演できるようになった」と発言をしている。また「少女よりも妖怪との波長の方が合っていた」「私の小説はライトノベルではなく、『ヘビーノベル』である」とも語っている。
数多くのホラー小説を執筆しているせいか、心霊現象や奇妙奇天烈な人物と遭遇する確率が高いが、本人は「霊感がまったくない」と著書で語っている。
自身の作風に最も影響を与えたのは楳図かずおの漫画『洗礼』である。
離婚後、上京する際に春彦（大藪春彦に由来）と名づけた愛用の散弾銃を携え、現在でも東京都公安委員会の許可を得て所持している（銃所有歴は2024年時点で30年程度）。2024年時点で所有する銃はニッサンミロク（上記の通称「春彦」）とベレッタ（通称「フィリッポ」）の2丁。
同年齢で親友でもある西原理恵子と中瀬ゆかりと共に「熟女キャッツアイ」を名乗り、トークショーなどの活動を行っている。西原理恵子の漫画では、「しまん子ちゃん」というフェラ皺を描かれた目つきの悪い姿でしばしば登場し、男性に無理やり襲い掛かるキャラクターとして描かれている。
『5時に夢中!』出演を契機に交友が始まった徳光正行らとは、定期的に「オメ★コボシ」というトークライブを行っている。
『新潮45』連載の『どスケベ三都物語』（『美男の国へ』の題で単行本化）などでも私生活を暴露しており、それが原因か、娘とは疎遠になっている。
オナニーは幼稚園児のとき（本人曰く「4歳」）以来、毎日欠かさず行っており、「SEXとは別腹」と公言している。
各種の座談会・週刊誌の取材において、日本と韓国の男性のセックステクニックの違いについて語っており「韓国の男はみんなチンコが小さい」「韓国人男はセックスが下手」「日本人男性は芸術点が高い」「キムチやニンニクをたくさん食べているから。韓国人の男の精液は辛い」などといった発言を残している。
18歳年下の韓国人夫の母親とは同い年。上述の通り、韓国人男性との交遊を好む一方、愛犬の名前は竹島、携帯電話の着信音は君が代に設定しているという。
現在の愛犬は雄犬のショウゲンと雌犬のシュンガ(シュンガはペットショップで1年間売れ残っていたところを、作家林真理子から「飼わないか？」と言われプレゼントされたパピヨン)
本田昌毅（形成外科医）と対談した後、膣内の壁を盛り上げることでセックスの感度をより高める施術「G-Shot」を受けた。
2019年（令和元年）5月18日放送の「胸いっぱいサミット!」で、「韓国人は手首を切るブサイクのようなものだ」などと発言した。これを受け関西テレビは、配慮に欠ける面があったとして、同年5月22日付の放送で謝罪した。
2024年4月時点で東京都新宿区歌舞伎町の2LDKの自宅に20年以上住んでいることを公表している。
納豆とパクチーが苦手。

## 出演

### テレビ
- KSBスーパーJチャンネル（瀬戸内海放送）- 金曜日のゲストコメンテーターとして出演
- 2時ワクッ!（関西テレビ）
- すくいず!（テレビ朝日系）
- 5時に夢中!（TOKYO MX、2005年4月6日 - ） - 木曜レギュラー[注釈 2]
- 踊る!さんま御殿!!（日本テレビ）
- 雑学王3時間スペシャル（テレビ朝日）
- アリなし〜アリケン★ゴールデンスタジアム〜（テレビ東京）
- 笑っていいとも（フジテレビ、2012年4月 - 9月） - 毎週金曜の「行列のまったくできない人生相談所」
- 黒い報告書 女と男の事件ファイルII「仮面」 第3の報告書「リア充の女」（BSジャパン、2012年12月8日） - 岡谷元子 役
- カツヤマサヒコSHOW（サンテレビ、2015年4月11日）
- 緊急検証!もののけ王座決定戦!〜子供にウォッチさせたくない妖怪たち〜（ファミリー劇場、2015年8月8日）
- めちゃ×2イケてるッ!しれっと19周年なんで目指せ問題ゼロスペシャル!!（フジテレビ、2015年10月3日） - 抜き打ちテストに参加。
- 有吉反省会（日本テレビ）
- 侵略!ガルパンダZ（TOKYO MX・サンテレビ、2016年） - リカのママ 役
- シリーズ横溝正史短編集 金田一耕助登場！「殺人鬼」（NHK BSプレミアム、2016年11月25日） - 賀川梅子 役
- ケンコバのバコバコテレビ（サンテレビ、2019年）
- 大河ドラマ べらぼう〜蔦重栄華乃夢噺〜 第18回（NHK総合、2025年5月11日） - 寂連 役[10]

### 映画
- 『シベリア超特急2』（2000年） - 満州から引き上げてきた女の役で女優デビュー。岩井はこの映画に多大な衝撃を受け、「私の人生は『シベ超（を見る）前』と『シベ超後』に分けられる」と発言。
- 『インプリント〜ぼっけえ、きょうてえ〜』（2006年） - 『ぼっけえ、きょうてえ』を米ケーブルTV向けにアレンジした、日本でも劇場公開された作品。岩井は女郎を折檻する遣りて婆役で出演している。
- 『大怪獣モノ』（2016年）
- 『シャノワールの復讐』（2018年、監督：河崎実）[11] - 仁科専務 役
- 『メグライオン』（2020年、監督：河崎実） - パンサー星人 役
- 『遊星王子2021』（2021年、監督：河崎実）
- 『死刑にいたる病』（2022年5月6日、監督：白石和彌） - 赤ヤッケの女 役[12]
- 『松島トモ子 サメ遊戯』（2024年、監督：河崎実）[13]

### CM
- XFLAG「モンスターストライク」『【モンスト6周年】モンストプリズン コラボだしん！』篇（2019年10月 - ） - クロちゃんと共演

### ミュージックビデオ
- AKB48「シュートサイン」（2017年） - デビルタイガー志麻子 役[14]

### ラジオ
- GIFT〜未来への贈り物〜（2022年3月14日 - 18日）- プレゼンター

## 作品リスト
竹内志麻子名義（小説、ノベライズ）
- 『夢みるうさぎとポリスボーイ』集英社文庫コバルト、1986年
- 『そこで、そのまま恋をして』同、1987年
- 『青い月の恋人たち』同、1988年
- 『人魚たちの子守唄』同、1988年
- 『どんな恋にも美人なあたし』同、1989年
- 『ひと夏の迷い子たち』同、1990年
- 『制服のマリア』集英社コバルト文庫、1992年
- 『花より男子』神尾葉子原作（全15巻）集英社コバルト文庫、1994年-2005年
- 『パッションガールズ　スーパーギャルズの純愛バトル』藤井みほな原作、集英社コバルト文庫、1995年

竹内志麻子名義（エッセイ集）
- 『空にキス』大和書房、1993年

岩井志麻子名義（小説）
- 『ぼっけえ、きょうてえ』角川書店、1999年 角川ホラー文庫
- 『岡山女』角川書店、2000年 角川ホラー文庫
- 『夜啼きの森』角川書店、2001年 角川ホラー文庫
- 『邪悪な花鳥風月』集英社、2001年 のち文庫
- 『魔羅節』新潮社、2002年 のち文庫
- 『自由戀愛』中央公論新社、2002年 のち文庫
- 『がふいしんぢゆう』角川書店、2002 年「合意情死」角川ホラー文庫
- 『trái cây（チャイ・コイ）』中央公論新社、2002年 のち文庫
- 『黒焦げ美人』文藝春秋、2002年 のち文庫
- 『楽園（ラック・ヴィエ）』角川ホラー文庫、2003年
- 『女學校』マガジンハウス、2003年 のち中公文庫
- 『悦びの流刑地』集英社、2003年 のち文庫
- 『薄暗い花園』双葉社、2003年 のち文庫
- 『痴情小説』新潮社、2003年 のち文庫
- 『淫らな罰』光文社 2004年 のち文庫
- 『私小説』講談社 2004年 のち文庫
- 『永遠の朝の暗闇』中央公論新社 2004年 のち文庫
- 『花月夜綺譚』ホーム社 2004年 のち集英社文庫
- 『出口のない楽園』メディアファクトリー 2004年 のち文庫
- 『偽偽満州』集英社 2004年 のち文庫
- 『恋愛詐欺師』文藝春秋 2004年 のち文庫
- 『死後結婚』徳間書店 2005年 のち文庫
- 『楽園に酷似した男』朝日新聞社 2005年 のち新潮文庫
- 『瞽女の啼く家』集英社 2005年 のち文庫
- 『べっぴんぢごく』新潮社、2006年 のち文庫
- 『無傷の愛』双葉社 2006年 のち文庫
- 『黒い朝、白い夜』講談社 2006年
- 『タルドンネ』講談社 2006年
- 『オトコ・ウォーズ』マガジンハウス 2006年
- 『匿われている深い夢』講談社 2007年
- 『十七歳』徳間書店 2007年　のち文庫
- 『嫌な女を語る素敵な言葉』祥伝社文庫 2007年
- 『派手な砂漠と地味な宮殿』祥伝社、2007年
- 『永遠とか純愛とか絶対とか』光文社 2007年 のち文庫
- 『鐵道心中』双葉社 2008年
- 『現代百物語』角川ホラー文庫、2009年
- 『五月の独房にて』小学館 2009年
- 『夜の万華鏡』中公文庫、2009年
- 『堕ちてゆく』徳間書店、2009年
- 『雨月物語』光文社 2009年 のち文庫
- 『月夜に鴉が啼けば』幻冬舎文庫 2009年
- 『死相鳥(しそちょう)とキッチンガーデン』光文社文庫 2010年
- 『嘘つき王国の豚姫』河出書房新社、2010年
- 『現代百物語　嘘実』角川ホラー文庫、2010年
- 『湯女の櫛 備前風呂屋怪談』角川ホラー文庫 2011年
- 『現代百物語 生霊』角川ホラー文庫 2011年
- 『現代百物語 悪夢』角川ホラー文庫 2012年
- 『韓流不貞女』宝島社文庫 2012年
- 『あの女』MF文庫ダ・ヴィンチ 2012年
- 『マカリーポン』河出書房新社 2012年
- 『妖し語り 備前風呂屋怪談』角川ホラー文庫 2012年
- 『現代百物語 殺意』角川ホラー文庫 2013年
- 『現代百物語 彼岸』角川ホラー文庫 2014年
- 『おんなのしろいあし』寺門孝之絵 岩崎書店 怪談えほん 2014年
- 『現代百物語 妄執』角川ホラー文庫 2015年
- 『現代百物語 因果』角川ホラー文庫 2016年
- 『忌まわ昔』角川ホラー文庫 2019年
- 『小説 エコエコアザラク』原作：古賀新一、誠文堂新光社（APeS Novels）、2019年
- 『業苦 忌まわ昔（弐）』角川ホラー文庫 2020年
- 『でえれえ、やっちもねえ 』角川ホラー文庫　2021年
- 煉獄蝶々  角川書店単行本　2023年
- 『ふるさとは岡山にありて怖きもの 岩井志麻子怪談掌編集』 宝島社文庫　2024年
- 『おんびんたれの禍夢 』角川ホラー文庫　2024年
- 色慾奇譚　  紅文庫　2024年

岩井志麻子名義（エッセイ集、対談集）
- 『東京のオカヤマ人』講談社、2001年 文庫
- 『猥談 対談集』朝日新聞社、2002年 のち文庫
- 『志麻子のしびれフグ日記』光文社、2003年 「歌舞伎町怪談」文庫
- 『ぼっけえ恋愛道』太田出版、2003年
- 『最後のY談』中村うさぎ、森奈津子鼎談 二見書房 2003年
- 『爆笑問題の「文学のススメ」』新潮社 2003年
- 『女神の欲望』中村うさぎ 乙葉 メディアファクトリー 2004年
- 『嫌な女を語る素敵な言葉』祥伝社 2005年 文庫
- 『美男の国へ』新潮社 2007年
- 『熟女の友』マガジンハウス 2007年
- 『ハメルンの笛吹き女』中公文庫 2008年
- 『欲に咲く女、欲に枯れる女』イースト・プレス 2008年
- 『オバサンだってセックスしたい』ベスト新書 2010年
- 『熟女 (オバサン) の品格』2011年 ベスト新書
- 『無名都市への扉』図子慧、宮澤伊織共著 創土社 2014年 クトゥルー・ミュトス・ファイルズ
- 『「魔性の女」に美女はいない』小学館新書 2015年
- 『女之怪談 実話系ホラーアンソロジー』花房観音、川奈まり子共著 ハルキ・ホラー文庫 2015年
- 『凶鳴怪談』徳光正行共著 竹書房怪談文庫 2020年
- 『サイバラ志麻子 悪友交換日記』西原理恵子共著　双葉社　2024年

### 映像作品
- 『ファンタズマ〜呪いの館〜』（企画監修）
- 『インプリント ぼっけえ、きょうてえ』（映画） - 岩井も出演
- 『自由戀愛』（ドラマW） - 岩井も出演
- 『ビッチ』（映画） - 岩井も出演
- 『不安の種』（映画） - 岩井も出演
- 『チャイ・コイ』（映画） - 原作。川島なお美が岩井の役を演じた。
- 『韓流の夜』（アダルトビデオ） - 監督。一徹と浅井舞香の真性本番。アダルト作品の監督を務めるのは2006年以来、2度目[15]。
- 稲川淳二のねむれない怪談オールスターズ2（DVD） - 岩井も出演
- 『伝染る物語 〜KADOKAWA 怪談実話〜』（ひかりTV） - #1原作『現代百物語 妄執』所収「振り返ってはいけない」。岩井も出演[16]。

## 連載雑誌
- 『アジアの雑誌』　小説「夜行性の天使の都」
- 『週刊大衆』　連載  熟成肉女召し上がれ